# プシュパ 覚醒
『プシュパ 覚醒』（プシュパ かくせい、Pushpa: The Rise）は、2021年のインドのテルグ語アクションドラマ映画。監督・脚本はスクマールが務め、アッル・アルジュン、ファハド・ファーシル、ラシュミカー・マンダンナ、ジャガディーシュ・プラタープ・バンダーリ、スニール、ラージ・ティランダース、ラオ・ラメシュ、アナスーヤ・バラドワージ、ダナンジャヤ、アジャイ、アジャイ・ゴーシュが出演している。アーンドラ・プラデーシュ州ティルパティ県のセシャチャラム丘陵にのみ存在する紅木の密輸組織に身を投じた青年プシュパ・ラージを主人公にしており、ラモジ・フィルムシティとマリーダミリの森を中心に撮影が行われた。
2021年12月17日にテルグ語版・マラヤーラム語版・タミル語版・カンナダ語版・ヒンディー語版が公開された。批評家からはキャスト（アッル・アルジュン、ファハド・ファーシル）の演技、アクション、カメラワーク、演出、台詞、音楽を高く評価されたが、上映時間の長さや編集、脚本は酷評されている。興行収入は36億ルピーを超え、2021年のインド映画興行成績第1位にランクインし、テルグ語映画の歴代興行成績での上位作品にランクインしている。また、第69回国家映画賞では2部門（主演男優賞、音楽監督賞）を受賞、第67回フィルムフェア賞 南インド映画部門では8部門にノミネートされ、このうち作品賞、監督賞、主演男優賞を含む7部門を受賞した。
2024年には続編『Pushpa 2: The Rule』が公開される。

## ストーリー
1990年代。村の青年プシュパ・ラージュは、高額な報酬を目当てに紅木の密輸組織に参加する。彼は密輸組織の摘発を指揮するゴーヴィンダッパ副警視の取り締まりを回避して紅木の搬出に成功し、舎弟ケーシャヴァと共にコンダ・レッディの密輸組織での地位を確立していく。そんなある日、コンダを配下に置くマンガラム・シュリーヌは、警察から密輸品を守るように指示し、コンダはプシュパに仕事を一任する。プシュパの台頭を快く思っていなかったコンダの末弟ジャーリ・レッディはプシュパを妨害して失敗するように仕向けるが、プシュパの機転で密輸品を隠すことに成功し、ゴーヴィンダッパの捜査は空振りに終わる。密輸品を守ったプシュパはシュリーヌに目をかけられるようになるが、シュリーヌが紅木の取引金額を偽り差額を着服していることに気付いたプシュパはコンダに密告するが、コンダは強大な組織を持つシュリーヌの怒りを買うことを恐れ、彼に反抗することを拒否する。
組織での地位を固める中、プシュパは組織の一員であるムニラトナムの娘シュリーヴァッリに恋をする。プシュパが村の有力者モッレーティ家の人間だと知ったムニラトナムは結婚を承諾するが、結婚式を執り行う中にプシュパの義兄モーハンが現れ、プシュパが私生児であり、正式なモッレーティ家の人間ではないことを暴露する。プシュパはモーハンが母パールヴァタンマを侮辱したことに激怒して彼に殴りかかり、それに巻き込まれたパールヴァタンマが負傷して病院に搬送され、シュリーヴァッリとの結婚は破談となった。仕事に戻ったプシュパは、シュリーヌを介さずに密輸業者のムルガンと直接取引を始め、莫大な利益をコンダにもたらすことに成功する。同じころ、ムニラトナムが罪の軽減と引き換えにゴーヴィンダッパに取引情報を流していたことが発覚し、シュリーヴァッリに目を付けていたジャーリは、彼女に父の罪を償うために一夜を共にすることを要求する。シュリーヴァッリはプシュパの元に向かい、彼への想いを告げて別れようとするが、話を聞いたプシュパはジャーリの元に向かい、彼を殴打して半身不随に追い込む。ジャーリは自分でプシュパへの復讐を誓い、コンダに襲撃者の名前を伝えなかったが、コンダはプシュパとケーシャヴァの会話から、襲撃者がプシュパであることを突き止める。
コンダは次弟ジャッカと共にプシュパを誘い出して殺そうとするが、そこにシュリーヌの義弟モギリーシュが現れて彼に殺される。モギリーシュはジャッカも殺そうとするが、プシュパに阻止された挙句に彼に殺され、命を助けられたジャッカはプシュパに協力することを約束する。後日、コンダの葬儀を名目に集まったシュリーヌと一触即発になる中、プシュパは組織のボスたちの前でシュリーヌが利益を着服していたことを暴露する。組織の後ろ盾であるナイドゥ議員は、シュリーヌの代わりにプシュパに組織の運営を一任する。影響力を失ったシュリーヌは屋敷に引きこもるが、妻ダクシャは夫に対し、殺された弟モギリーシュの仇を討つように求める。
摘発に失敗したゴーヴィンダッパが警察を去り、後任としてシェーカーワト警視が赴任してくる。プシュパは警察署を訪問して彼に賄賂を渡すが、シェーカーワトはプシュパの傲慢な態度に不快感を示し、彼の出自を嘲笑する。この一件以来、プシュパはシェーカーワトに従順となり良好な関係を築いていく。シュリーヴァッリとの結婚式を迎えた日、プシュパは式場に向かう前にシェーカーワトを誘い出して酒宴を開くが、その場でシェーカーワトが自分の出自を侮辱した話を蒸し返す。話を切り上げようとするシェーカーワトに対し、プシュパは衣服を脱ぐように強要し、自分も同じように衣服を脱ぎ捨てる。プシュパはシェーカーワトに対し、「自分の権力は自分自身の力によって得たものであり、警察の制服がなければ何の力も持てないお前とは違う。制服がなければ、飼い犬すらお前を認識しない」と言い放ち、彼を置いて式場に向かう。シェーカーワトは半裸のまま自宅に戻るが、飼い犬が自分を認識せず吠えたため、その場で射殺する。彼は自宅前でプシュパから受け取った賄賂を燃やし、彼への復讐を誓う。一方、結婚式を執り行ったプシュパはシュリーヴァッリに対して、「オレの支配は始まったばかりだ」と告げる。

## キャスト
- プシュパ・ラージュ - アッル・アルジュン
- バンワル・シン・シェーカーワト警視 - ファハド・ファーシル
- シュリーヴァッリ - ラシュミカー・マンダンナ
- ケーシャヴァ - ジャガディーシュ・プラタープ・バンダーリ（英語版）
- マンガラム・シュリーヌ - スニール
- ブーミレッディ・シッダッパ・ナーイドゥ議員 - ラオ・ラメシュ
- ジャーリ・レッディ - ダナンジャヤ
- ダクシャヤーニ（ダクシャ） - アナスーヤ・バラドワージ
- モッレーティ・モーハン・ラージュ - アジャイ（英語版）
- コンダ・レッディ - アジャイ・ゴーシュ（英語版）
- ゴーヴィンダッパ副警視 - シャトルー（英語版）
- ジャッカ・レッディ - シャンムク
- モッレーティ・ダルマ・ラージュ - シュリーテージ（英語版）
- プシュパの姪/モーハンの娘 - パヴァニ・カラナム
- チェンナイ・ムルガン - マイム・ゴーピ（英語版）
- クッパラージ警部補 - ブラフマージー
- パールヴァタンマ - カルパラタ
- ムニラトナム - ダヤナンド・レッディ
- モギリーシュ - ラージ・ティランダース
- ダンサー - サマンタ（アイテム・ナンバー）

## 製作

### 企画

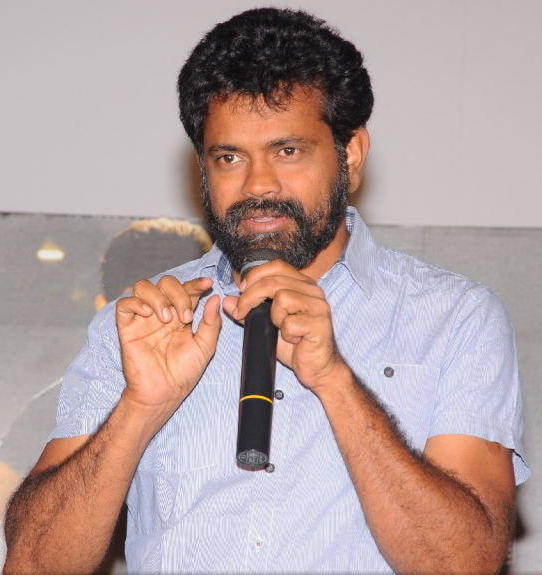
スクマール

2018年に『ランガスタラム』が成功を収めた後、監督のスクマールは新作映画の脚本を、2014年に製作した『1: Nenokkadine』で主演を務めたマヘーシュ・バーブに手渡して出演を依頼したところ、ストーリーを気に入ったマヘーシュ・バーブは出演を快諾し、ヴァムシー・パイディパッリの『Maharshi』の撮影終了後に企画に合流することになった。2018年4月中旬にマイトリ・ムーヴィー・メイカースがスクマールの新作映画『#SSMB26』（仮題）の製作を正式発表した。撮影は2019年1月から始まる予定だったが、3月にマヘーシュ・バーブが「創造的部分での意見の相違」を理由に降板し、彼はアニル・ラーヴィプーディの『Sarileru Neekevvaru』に出演することになった。その後、スクマールは『Arya 2』に出演経験のあるアッル・アルジュンを新たに主演に起用し、マイトリ・ムーヴィー・メイカースも改めて製作を請負うことを承諾した。
スクマールは紅木を題材にした脚本を執筆していたが、マヘーシュ・バーブの降板後にアッル・アルジュンのために新たな物語に書き換えている。彼はプレス・トラスト・オブ・インディアの取材に対して、「当初の脚本では、マヘーシュ・バーブをクールに見せることができなかった。彼はとてもフェアな男だからだ。だから、背景は同じでも、物語は異なる内容になっている」と脚本の修正について語っている。

### プリプロダクション

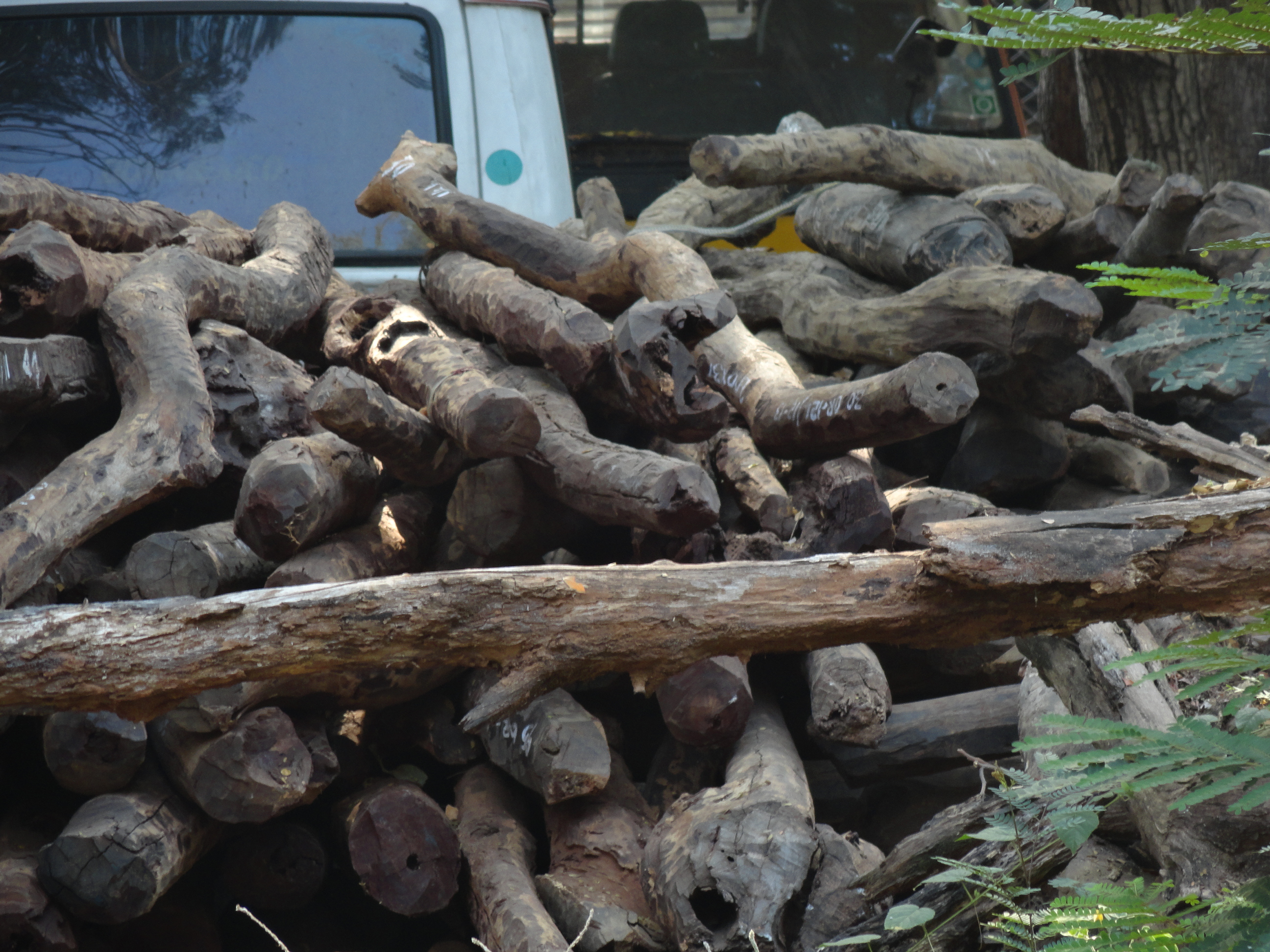
映画の題材となった紅木

スクマールは脚本について「アーンドラ地方の丘陵地帯で発生する紅木密輸事件が、クーリーから密輸業者に転身した男を通して複雑に絡み合っていく物語」と語っている。彼は数年前にアーンドラ・プラデーシュ州で発生した密輸事件を知り「紅木の密輸」をテーマに構想を練り始め、ウェブシリーズ作品にすることを想定して資料調査を進めていたが、最終的に長編映画として劇場公開する方針に変更したという。物語の舞台はラーヤラシーマとネルール県に設定されているため、スクマールはナラマーラ丘陵でロケーション・ハンティングをしている。また、物語の大半が地方の村で展開することから、アッル・アルジュンはチットゥール地域のアクセントを習得し、製作チームはボリウッドで活動するメイクアップ・チームを起用して彼の役作りを行っている。紅木の採取地となる森林はティルマラにあるセシャチャラム丘陵をイメージしている。
撮影監督には『Nani's Gang Leader』に参加したポーランド人撮影技師のミロスワフ・クバ・ブロジェクが起用され、編集技師にはカールティク・シュリーニヴァースが起用された。また、プロダクションデザイナーには『ランガスタラム』に参加したラーマクリシュナ・サッバーニとモーニカー・ニゴートレーが起用され、音響監督にはレスル・プークティとヴィジャイ・クマールが起用されている。2020年4月8日のアッル・アルジュンの誕生日に合わせて、映画の正式タイトルが「Pushpa」であることが発表され、同時に宣伝ポスターも公開された。

### キャスティング
主人公プシュパ・ラージュ役にはアッル・アルジュンが起用され、彼は役作りのために髭を伸ばしている。ヒロイン役にはラシュミカー・マンダンナが起用され、2019年4月8日のアッル・アルジュンの誕生日に合わせて出演が発表された。彼女は役作りのためにチットゥール地域のアクセントを習得している。敵役にはジーシュ・セーングプタが出演する予定だったが、COVID-19パンデミックとスケジュールの都合で降板している。2019年10月にはヴィジャイ・セードゥパティが悪役の出演交渉に入り、2020年1月に出演が決定した。しかし、7月にセードゥパティはスケジュールの都合で降板しており、その後はヴィクラム、ボビー・シンハー、R・マーダヴァン、アーリヤーなどが候補に挙がったが、2021年3月にマラヤーラム語映画の俳優ファハド・ファーシルの出演が決まった。彼は役作りのために頭髪と髭を剃っている。
2020年4月にカンナダ語映画の俳優ダナンジャヤが重要な役を演じることが発表された。11月にはスニールの出演が発表され、第二スケジュールから撮影に合流することも明かされた。報道によると、スニールが演じるキャラクターは「グレーな影を持つ人物」とされている。一方、出演に関する報道を否定していたアナスーヤ・バラドワージは最終的に重要な役での出演が決まり、2021年4月から撮影に合流している。同年7月にはシュリーテージがプシュパ・ラージュの兄弟役に起用された。物語の悪役はシリーズ全体を通して3人存在し、スニールとアナスーヤ・バラドワージが演じるシュリーヌ夫妻は第一部の主要な悪役となり、第二部ではファハド・ファーシルが演じるバンワル・シン・シェーカーワト警視が主要な悪役となる。また、ジャガディーシュ・プラタープ・バンダーリは『Mallesham』『George Reddy』での演技をスクマールに評価され、プシュパ・ラージュの相棒役に起用された。彼によると、『プシュパ 覚醒』に出演するために15の小規模な企画を降板したという。このほか、サマンタが2021年11月から撮影に参加し、「Oo Antava Oo Oo Antava」でアイテム・ナンバーを務めた。

### 撮影

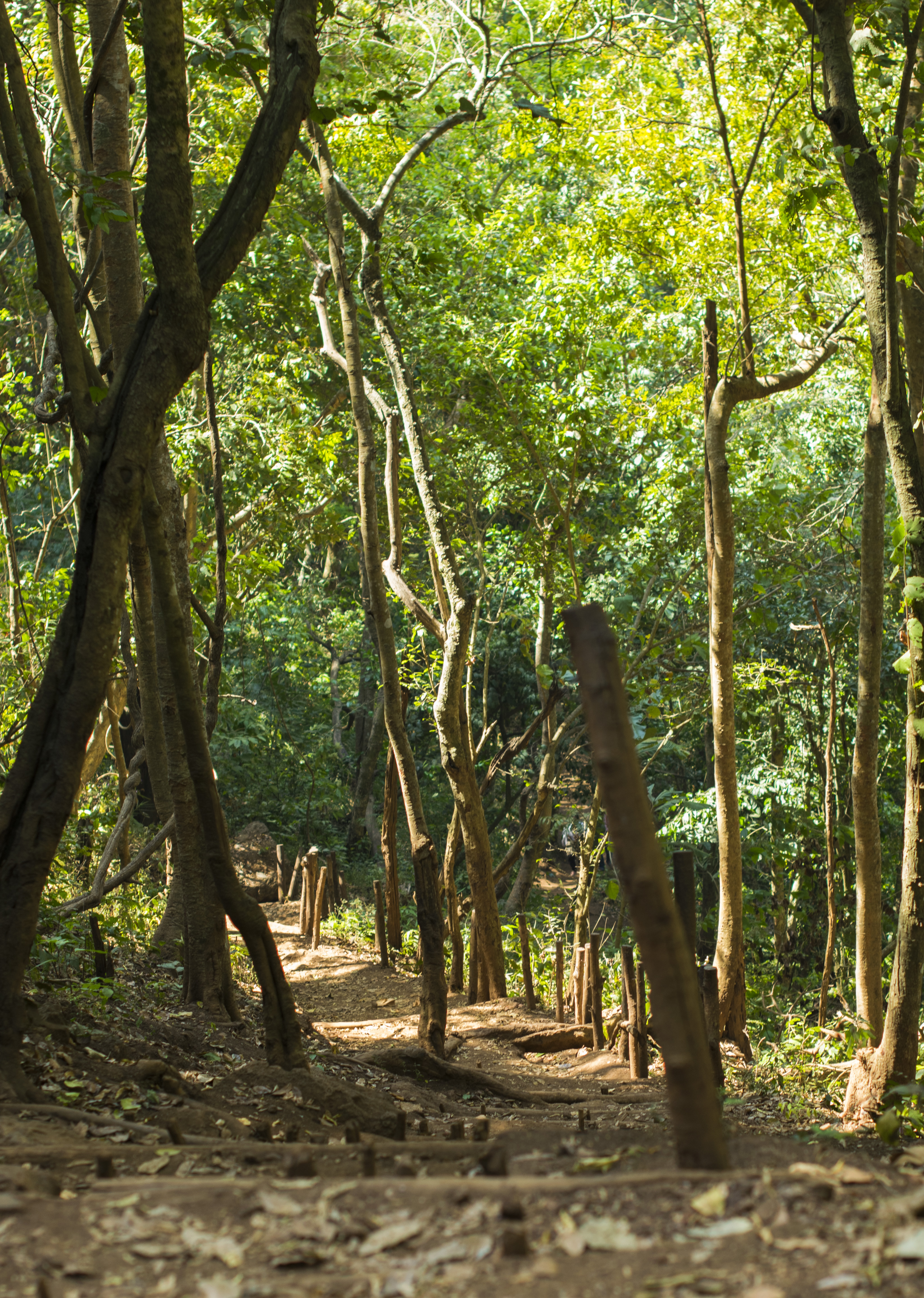
マリーダミリの森

撮影は2019年7月のダシェラー祭の時期を予定していた。10月30日にローンチイベントが開催され、ハイデラバードのマイトリ・ムービー・メイカースのスタジオでスタッフ・キャストが出席したプージャが執り行われた。12月にはケララ州のアティラピリー滝でテスト撮影が行われた。アッル・アルジュンが『ヴァイクンタプラムにて』のプロモーション活動に参加していたため、彼は2020年3月からケララ州で始まる第一スケジュールの撮影に合流する予定だったが、COVID-19パンデミックの影響を受けて撮影は中止された。
撮影チームは6分間のアクションシーンの撮影に際して、海外の振付チームではなく南インドの振付チームを起用する方針を決めたが、これは「メイク・イン・インディア」の一環として、COVID-19パンデミックで仕事を失った映画産業従事者への雇用機会を創出する意図があった。このシーンには6000万ルピーの費用が投じられ、アッル・アルジュンは撮影に際して肉体トレーニングを行っている。その後、撮影チームは入境制限のあるケララ州ではなくアーンドラ・プラデーシュ州で撮影を行うことを決め、2020年6月にはラモジ・フィルムシティとナルゴンダでの撮影再開を計画した。その後、州政府から最低限の人数での撮影が許可されたため、11月10日からマリーダミリの森で撮影が再開され、14日間かけて撮影が行われた。12月からはラージャムンドリーで主要シーンの撮影が始まったが、12人のスタッフがCOVID-19に感染したため、2021年1月まで撮影が延期となった。1月からマリーダミリとラームパチョダヴァラームで撮影が再開され、2月に撮影は終了した。3月にはケララ州で撮影が行われている。
その後、インドでCOVID-19パンデミックの第二波が流行したため再び撮影は中断され、2021年4月にはアッル・アルジュンもCOVID-19に感染したことが判明した。7月6日から最終スケジュールの撮影がシカンダラーバードを中心に始まったが、スクマールがデング熱に感染したため7月24日に撮影が中断された。撮影はスクマールの回復を待って再開され、8月22日からファハド・ファーシルが撮影に合流し、9月からは『Goodbye』の撮影を終えたラシュミカー・マンダンナも撮影に合流した。同月8日にはアッル・アルジュンが撮影のためにマリーダミリに向かい、10月4日から彼とファハド・ファーシルの対決シーンの撮影が始まった。11月にラモジ・フィルムシティでサマンタが出演する歌曲シーンの撮影が行われ、「Ey Bidda Idi Na Adda」シーンの撮影がビーラムグーダのマンディールで行われた後、撮影チームはポストプロダクション作業に入った。
チェンナイで開催されたタミル語吹替版のプロモーション・イベントに出席したアッル・アルジュンは、撮影について「A地点からB地点までの間に、400台から500台の車が森の中にひしめいていました。場所によっては道路がないところもあり、利用できるものを全て使って一から道を作らなければいけませんでした。撮影には2年もかかり、そんなわけで、『プシュパ 覚醒』には映画4本分の労力がかかっているのです」と振り返っている。

### ポストプロダクション
2021年4月から吹き替え作業が始まり、アッル・アルジュンのヒンディー語版吹き替えはシュレイヤス・タルペードが担当した。マラヤーラム語版では、アッル・アルジュンの吹き替えを数多く担当しているジス・ジョイが引き続き担当しており、12月初旬までに吹き替え作業は終了した。タミル語版ではシェーカル・P・Rがアッル・アルジュンの吹き替えを担当し、ファハド・ファーシルはヒンディー語版のみラージェーシュ・カッタルが吹替を担当し、それ以外は彼自身が各言語版で吹き替えを担当している。

### 音楽
映画音楽とサウンドトラックの作曲はデーヴィ・シュリー・プラサードが手掛けている。楽曲の作詞はチャンドラボースが手掛け、サウンドトラックには全5曲（「Daakko Daakko Meka」「Srivalli」「Oo Antava Oo Oo Antava」「Saami Saami」「Eyy Bidda Idhi Naa Adda」）が収録されている。

## 公開

### 劇場上映

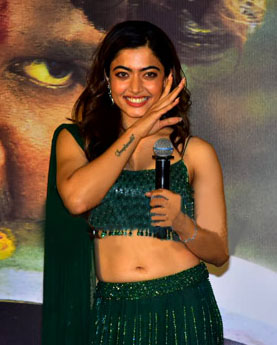
『プシュパ 覚醒』プロモーション中のラシュミカー・マンダンナ

2021年12月17日に劇場公開されたが、当初は独立記念日に合わせて8月13日公開を予定していた。2021年5月に製作チームは「ストーリーとキャラクターは独自の生命を持ち、映画は二部構成になるまでの成長を遂げました」と声明を発表して『プシュパ』が二部作構成であることが明かされ、第一部は2021年8月13日、第二部は2023年の公開をそれぞれ予定していた。8月に第一部のタイトルが『Pushpa: The Rise - Part 1』であることが発表され、COVID-19パンデミックの影響を受けて公開日が2021年のクリスマスの時期に延期された。10月に入り公開日が12月17日に決まったことが発表され、テルグ語版と同時にタミル語、カンナダ語、マラヤーラム語、ヒンディー語の吹替版も公開された。公開後、マイトリ・ムーヴィー・メイカースはファンの要望に応じて一部の問題視されたシーンを映画から削除した。該当のシーンはプシュパがシュリーヴァッリの胸を触りながら会話するシーンで、ファミリー層の反応が芳しくなかったことが理由となっている。このほかに上映時間短縮のため、複数のシーンが削除されたという。
2022年にはロシア語吹替版が製作され、11月29日に予告編がYoutubeで公開された。日本では2023年10月20日に特集上映「熱風!!南インド映画の世界」の一本として『マガディーラ 勇者転生』『ヤマドンガ』『サイラー ナラシムハー・レッディ 偉大なる反逆者』と共に公開された。

### 配給
2021年6月25日に『イーナードゥ』は、『プシュパ 覚醒』のヒンディー語吹替版配給権が1億7300万ルピーで売却されたことが報じられた。当初はカラン・ジョーハルのダルマ・プロダクションが『バーフバリシリーズ』『ロボット2.0』に続いて北インドの配給権を取得する可能性が報じられていたが、一方で劇場公開ではなくYouTubeで配信される可能性も報じられていた。その後、アッル・アルジュン主演作のヒンディー語吹替版を多数配給していたゴールドマイン・テレフィルムズと製作会社との間で法的なトラブルが報じられ、11月にヒンディー語吹替版の劇場用ポスターが公開され、劇場公開することが判明した。同月にはゴールドマイン・テレフィルムズがヒンディー語吹替版を共同配給することが報じられ、同月20日にソーシャルメディアを通して共同配給を担当する配給会社がAAフィルムズであることが明かされた。このほか、タミル・ナードゥ州はライカー・プロダクションズとシュリー・ラクシュミー・ムービーズ、カルナータカ州はスワガート・エンタープライズ、ケララ州はE4エンターテインメントがそれぞれ配給を担当している。

### ホームメディア
スター・インディアが衛星放送権（ヒンディー語版のみゴールドマインTV）が取得し、デジタル配信権はAmazon Prime Videoが取得した。2022年1月7日から配信が始まり、同月14日からはヒンディー語版の配信も始まった。

## 評価

### 興行収入
公開初日の国内興行収入は5億3000万ルピー（純利益4億4000万ルピー）を記録し、公開初日成績としてはCOVID-19パンデミック以来の最高記録となった。アメリカ合衆国では公開初日の興行収入はプレミア上映を含めて85万ドルを記録し、公開初日の合計興行収入は7億4000万ルピーを記録した。オープニング週末の興行収入は16億1000万ルピーを超え、COVID-19パンデミック以降にオープニング週末で興行収入10億ルピーを超えたのは『プシュパ 覚醒』が初となった。オープニング週末で興行収入10億ルピーを超えたのはインド映画として13作目、南インド映画として4作目に当たり、Box Office Indiaは「アーンドラ・プラデーシュ州でチケット価格の問題が生じなければ、興行収入はもっと好成績を記録していただろう」と指摘している。また、『インディアン・エクスプレス』は「『プシュパ 覚醒』は同州の1100スクリーンで上映され、1億3000万ルピーの配給収入をもたらした。これを考慮すると、テランガーナ州では600スクリーンで上映されたので、配給収入は1億1000万ルピーを超えているだろう」と分析している。
ヒンディー語吹替版も興行的な成功を収め、公開初週に2億6500万ルピー、公開第3週に6億2000万ルピーの興行収入を記録している。『プシュパ 覚醒』は公開2週間で興行収入が20億ルピーを超えており、これは南インド映画として7作目の記録であり、アッル・アルジュン主演作としては『ヴァイクンタプラムにて』に次いで2作目となる。公開第3週末までに全言語版の合計興行収入は30億ルピーを記録し、2021年公開のインド映画年間興行成績第1位にランクインした。ヒンディー語吹替版については、上映期間中にデジタル配信も始まっていたことから異例の興行収入を記録しており、これはヒンディー語映画がリアリズムに重点を置いた作品が主流になり「トーンダウン」した時期に、他のテルグ語映画のヒンディー語吹替版と同様にマサラ映画として大衆に存在感をアピールできたことが背景にあると分析されている。

### 批評

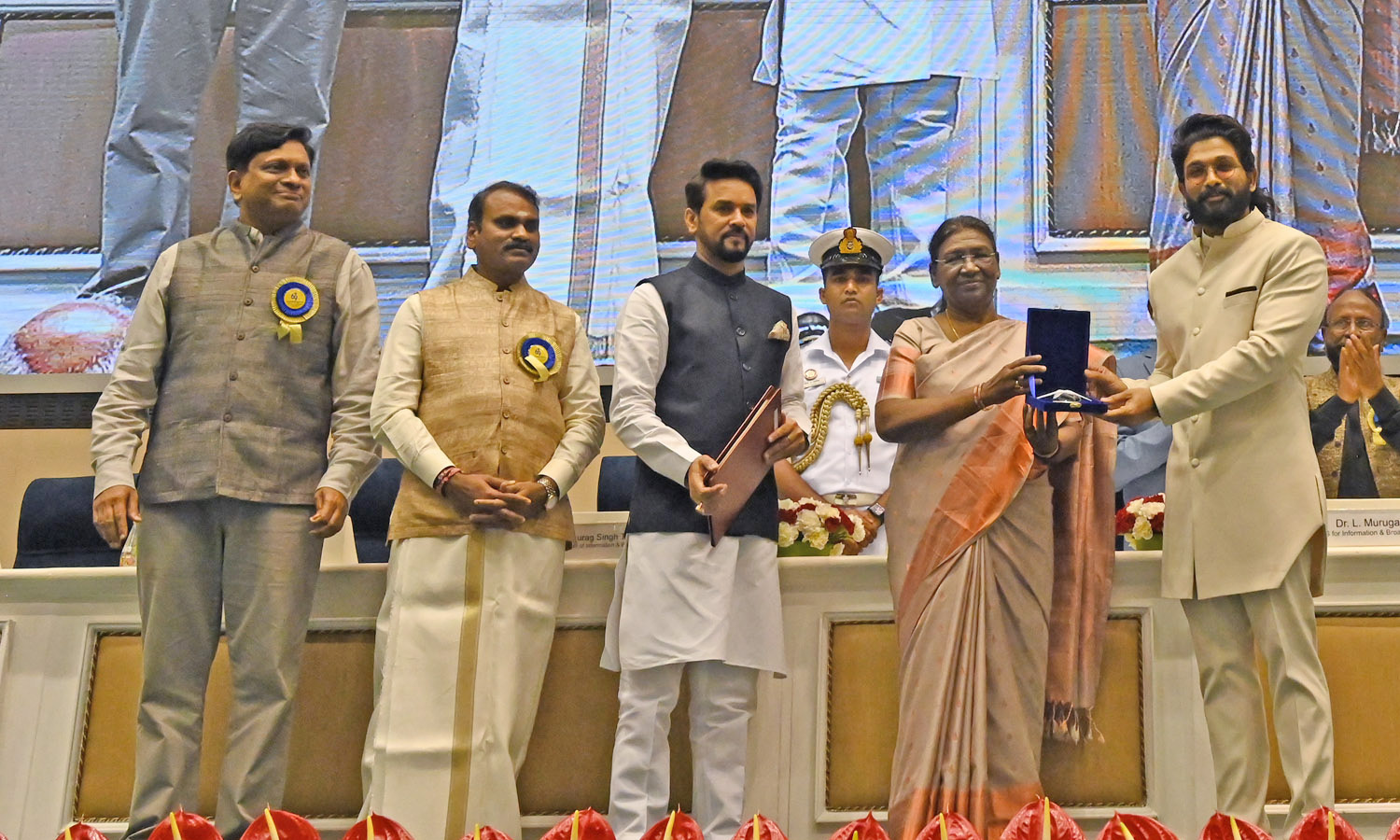
第69回国家映画賞授賞式で主演男優賞を受け取るアッル・アルジュン

『ボリウッド・ハンガマ』は4/5の星を与えて映画を「コストパフォーマンスの高い映画」と称し、スクマールの「一流の脚本」を絶賛している。『インディアン・エクスプレス』は3/5の星を与えて「アッル・アルジュンは、その力強い演技で映画を制した。彼はキャラクターの野蛮な外見を受け入れ、記憶の残るような演技を見せてくれた」と批評し、『デカン・クロニクル』も3/5の星を与えて「映画はアッル・アルジュンの独壇場だったが、映画後半の物語は予測の範囲を越えるものではなかった。"Saami Saami"の歌は脈絡なく挿入され、クライマックスはパンチに欠けている」と批評した。『ピンクヴィッラ』は3/5の星を与えて「『プシュパ 覚醒』には、もっとスマートな脚本が必要だったことは確かだ。それでも、ここ最近で最も魅力的な大衆マサラ映画の一つであることは疑いない。そして、デーヴィ・シュリー・プラサードの素晴らしい楽曲も大ヒットを記録している」と批評し、『ザ・タイムズ・オブ・インディア』は3/5の星を与えて「『プシュパ 覚醒』は、全編がアッル・アルジュンのショーだった。彼は表面上は激情家ながら、他人からは見えないところで傷付きやすい純朴なキャラクターを演じることで輝きを放っている」と批評している。『インディア・トゥデイ』のジャーナニ・Kは3/5の星を与えてアッル・アルジュンとスニールの演技を絶賛する一方、ラシュミカー・マンダンナについては「男性の眼差しのためだけに登場している」と批判した。また、技術面についてはカメラワークと編集を称賛する一方、脚本については「スクマールのキャリアの中で最も薄っぺらい脚本」と酷評している。
『ヒンドゥスタン・タイムズ』のハリチャラン・プーディペッディは「3時間という長い上映時間に対して、シュパは大部分のシーンで魅力的であり続け、映画を観て疲れることはなかった。キャラクター主導のストーリーと、プシュパというキャラクターを効果的に作り上げたスクマールは称賛に値し、そのキャラクターの成長ぶりはこれ以上ないほどの満足感を与えてくれた」と批評し、ニュース18は「全体的に、この映画は堅実な物語を持つ大衆的なエンターテインメント作品であり、アッル・アルジュンのファンのための作品だ」と批評している。コマル・ナータはヒンディー語吹替版について、アッル・アルジュンの演技とシュレイヤス・タルペードの吹き替えを高く評価しており、『イーナードゥ』は「スクマールは上映時間を調整し、ポストプロダクションにもっと時間をかけるべきだった」と批評している。ABPニュースは「ストーリーに新鮮味はないが、表現スタイルは画期的だ」と批評し、ニュース・ミニッツのソムヤ・ラジェンドランは「アッル・アルジュンはスクリーンの中でとても好感が持てる存在で、3時間という長い上映時間にもかかわらず、プシュパという存在をまったく飽きさせない」と批評した。『ファーストポスト』のサンキールタナ・ヴァルマは「スクマールは映画とキャラクターの両方に対して明確なビジョンを持っている」と批評し、『ザ・ヒンドゥー』のサンギータ・デーヴィ・ドゥンドゥーは「『プシュパ 覚醒』は、ある部分では目を釘付けにし、ある部分では非常に味気ない。アッル・アルジュンが映画の責任を背負っているが、スクマールとの合作はもっと魅力的な物語になるはずだった」と批評している。
『ハンズ・インディア』は2.75/5の星を与えて「前半はとても魅力的だが、後半はまるでカタツムリのようなスロースペースで、本当に退屈な気分にさせられる。アッル・アルジュンの素晴らしい演技を除けば、『プシュパ 覚醒』には何も観るべき価値はない」と批評し、『ザ・クイント』のカールティク・ケーラマルは2.5/5の星を与えて「物語となる肉には、続編を支えるためのタンパク質が不足している。スクマールは『プシュパ 覚醒』で物語を全て終わらせることができたはずだ。それなのに、あと3時間もプシュパとシェカワットの対決を見なければならないのか」と批評している。『サクシ』のアンジー・シェッティは紅木とアッル・アルジュンのキャラクター設定は高く評価する一方、「ストーリーは予想の範囲内で、ファハドとのクライマックスシーンは期待外れだった」と批評している。BBCテルグのサーヒティは「スクマールは従来作ってきた映画スタイルを離れ、平凡なストーリーを採用して『プシュパ 覚醒』を製作した。それが、この映画の失敗の要因の一つとなった」と批評し、ニュース18ヒンディーも同様の指摘をしており、さらに「マンダンナのキャラクターは面白みに欠け、スクマールは村の平凡な少年だったプシュパがギャングに変貌する過程を描いていない」と批評した。

### 受賞・ノミネート
| 映画賞                                  | 授賞式           | 部門                               | 対象                                                        | 結果       | 出典    |
| --------------------------------------- | ---------------- | ---------------------------------- | ----------------------------------------------------------- | ---------- | ------- |
| 第14回ミルチ音楽賞                      | 2022年3月19日    | 男性歌手賞                         | - ジャーヴェード・アリー - 「Srivalli」                     | 受賞       | [ 170 ] |
| 第14回ミルチ音楽賞                      | 2022年3月19日    | 女性歌手賞                         | - スニディ・チャウハン - 「Saami Saami」                    | ノミネート | [ 170 ] |
| 第10回南インド国際映画賞                | 2022年9月10-11日 | 作品賞                             | 『プシュパ 覚醒』                                           | 受賞       | [ 171 ] |
| 第10回南インド国際映画賞                | 2022年9月10-11日 | 監督賞                             | スクマール                                                  | 受賞       | [ 171 ] |
| 第10回南インド国際映画賞                | 2022年9月10-11日 | 撮影賞                             | ミロスワフ・クバ・ブロジェク                                | ノミネート | [ 171 ] |
| 第10回南インド国際映画賞                | 2022年9月10-11日 | 主演男優賞                         | アッル・アルジュン                                          | 受賞       | [ 171 ] |
| 第10回南インド国際映画賞                | 2022年9月10-11日 | 主演女優賞                         | ラシュミカー・マンダンナ                                    | ノミネート | [ 171 ] |
| 第10回南インド国際映画賞                | 2022年9月10-11日 | 助演男優賞                         | ジャガディーシュ・プラタープ・バンダーリ                    | 受賞       | [ 171 ] |
| 第10回南インド国際映画賞                | 2022年9月10-11日 | 悪役賞                             | スニール                                                    | ノミネート | [ 171 ] |
| 第10回南インド国際映画賞                | 2022年9月10-11日 | 音楽監督賞                         | デーヴィ・シュリー・プラサード                              | 受賞       | [ 171 ] |
| 第10回南インド国際映画賞                | 2022年9月10-11日 | 作詞家賞                           | - チャンドラボース - 「Srivalli」                           | 受賞       | [ 171 ] |
| 第10回南インド国際映画賞                | 2022年9月10-11日 | 男性プレイバックシンガー賞         | - シド・シュリラーム - 「Srivalli」                         | ノミネート | [ 171 ] |
| 第10回南インド国際映画賞                | 2022年9月10-11日 | 女性プレイバックシンガー賞         | - モーニカ・ヤーダヴ - 「Saami Saami」                      | ノミネート | [ 171 ] |
| 第10回南インド国際映画賞                | 2022年9月10-11日 | 女性プレイバックシンガー賞         | - インドラヴァティ・チャウハン - 「Oo Antava Oo Oo Antava」 | ノミネート | [ 171 ] |
| 第10回南インド国際映画賞                | 2022年9月10-11日 | プロダクションデザイン審査員特別賞 | - ラーマクリシュナ・サッバーニ - モーニカー・ニゴートレー   | 受賞       | [ 171 ] |
| 第67回フィルムフェア賞 南インド映画部門 | 2022年10月9日    | 作品賞                             | 『プシュパ 覚醒』                                           | 受賞       | [ 172 ] |
| 第67回フィルムフェア賞 南インド映画部門 | 2022年10月9日    | 監督賞                             | スクマール                                                  | 受賞       | [ 172 ] |
| 第67回フィルムフェア賞 南インド映画部門 | 2022年10月9日    | 主演男優賞                         | アッル・アルジュン                                          | 受賞       | [ 172 ] |
| 第67回フィルムフェア賞 南インド映画部門 | 2022年10月9日    | 主演女優賞                         | ラシュミカー・マンダンナ                                    | ノミネート | [ 172 ] |
| 第67回フィルムフェア賞 南インド映画部門 | 2022年10月9日    | 音楽アルバム賞                     | デーヴィ・シュリー・プラサード                              | 受賞       | [ 172 ] |
| 第67回フィルムフェア賞 南インド映画部門 | 2022年10月9日    | 男性プレイバックシンガー賞         | - シド・シュリラーム - 「Srivalli」                         | 受賞       | [ 172 ] |
| 第67回フィルムフェア賞 南インド映画部門 | 2022年10月9日    | 女性プレイバックシンガー賞         | - インドラヴァティ・チャウハン - 「Oo Antava Oo Oo Antava」 | 受賞       | [ 172 ] |
| 第67回フィルムフェア賞 南インド映画部門 | 2022年10月9日    | 撮影賞                             | ミロスワフ・クバ・ブロジェク                                | 受賞       | [ 172 ] |
| サクシ・エクセレンス・アワード          | 2022年10月21日   | 作品賞                             | 『プシュパ 覚醒』                                           | 受賞       | [ 173 ] |
| サクシ・エクセレンス・アワード          | 2022年10月21日   | 監督賞                             | スクマール                                                  | 受賞       | [ 173 ] |
| サクシ・エクセレンス・アワード          | 2022年10月21日   | 主演男優賞                         | アッル・アルジュン                                          | 受賞       | [ 173 ] |
| サクシ・エクセレンス・アワード          | 2022年10月21日   | 主演女優賞                         | ラシュミカー・マンダンナ                                    | 受賞       | [ 173 ] |
| サクシ・エクセレンス・アワード          | 2022年10月21日   | 音楽監督賞                         | デーヴィ・シュリー・プラサード                              | 受賞       | [ 173 ] |
| サクシ・エクセレンス・アワード          | 2022年10月21日   | 作詞家賞                           | - チャンドラボース - 「Srivalli」                           | 受賞       | [ 173 ] |
| サクシ・エクセレンス・アワード          | 2022年10月21日   | 男性プレイバックシンガー賞         | - シド・シュリラーム - 「Srivalli」                         | 受賞       | [ 173 ] |
| サクシ・エクセレンス・アワード          | 2022年10月21日   | 女性プレイバックシンガー賞         | - インドラヴァティ・チャウハン - 「Oo Antava Oo Oo Antava」 | 受賞       | [ 173 ] |
| 第21回サントーシャム南インド映画賞      | 2022年12月26日   | 作品賞                             | 『プシュパ 覚醒』                                           | 受賞       | [ 174 ] |
| 第21回サントーシャム南インド映画賞      | 2022年12月26日   | 監督賞                             | スクマール                                                  | 受賞       | [ 174 ] |
| 第21回サントーシャム南インド映画賞      | 2022年12月26日   | 主演男優賞                         | アッル・アルジュン                                          | 受賞       | [ 174 ] |
| 第21回サントーシャム南インド映画賞      | 2022年12月26日   | 音楽監督賞                         | デーヴィ・シュリー・プラサード                              | 受賞       | [ 174 ] |
| 第21回サントーシャム南インド映画賞      | 2022年12月26日   | 女性プレイバックシンガー賞         | - インドラヴァティ・チャウハン - 「Oo Antava Oo Oo Antava」 | 受賞       | [ 174 ] |
| 第21回サントーシャム南インド映画賞      | 2022年12月26日   | 作詞家賞                           | チャンドラボース                                            | 受賞       | [ 174 ] |
| 第69回国家映画賞                        | 2023年10月17日   | 主演男優賞                         | アッル・アルジュン                                          | 受賞       | [ 23 ]  |
| 第69回国家映画賞                        | 2023年10月17日   | 歌曲部門音楽監督賞                 | デーヴィ・シュリー・プラサード                              | 受賞       | [ 23 ]  |

## 続編
当初は一本の映画として製作していたが、最終的に二部作に変更された。第二部は2024年10月11日に公開される。